# Нагинай, Александр Петрович
Александр Петрович Нагинай — советский хозяйственный, государственный и политический деятель, Герой Социалистического Труда.

## Биография
Родился в 1934 году в Донецкой области. Член КПСС.
С 1956 года — на хозяйственной, общественной и политической работе. В 1956—1994 гг. — строитель, монтажник, бригадир монтажников Константиновского специализированного управления № 260 «Механомонтаж» треста «Донбасспромхиммонтаж» Министерства монтажных и специальных строительных работ Украинской ССР.
Указом Президиума Верховного Совета СССР от 12 июля 1985 года присвоено звание Героя Социалистического Труда с вручением ордена Ленина и золотой медали «Серп и Молот».
Жил в Артемовске Донецкой области.

## Награды и звания
- Герой Социалистического Труда (12.07.1985).
- орден Ленина (17.03.1976, 19.03.1981, 12.07.1985)
- орден Трудового Красного Знамени (07.05.1971)